# Eugène René Antonini
Eugène René Antonini (Montemaggiore, 11 giugno 1827 – Montemaggiore, 21 gennaio 1882) è stato un militare francese.
Fu nominato tenente nel 1855 e si unì al 5º Battaglione di Fanteria.
Partecipò alla campagna d'Italia del 1859 come aiutante del generale Louis Henri François de Luzy-Pelissac (1797-1869) e alla battaglia di Solferino e San Martino. Fu nominato cavaliere dell'Ordine dei Santi Maurizio e Lazzaro. Fu capitano nel 1862, e nel 1868, cavaliere della Legion d'Onore.